# Hajnik Pál (rendőrfőnök)

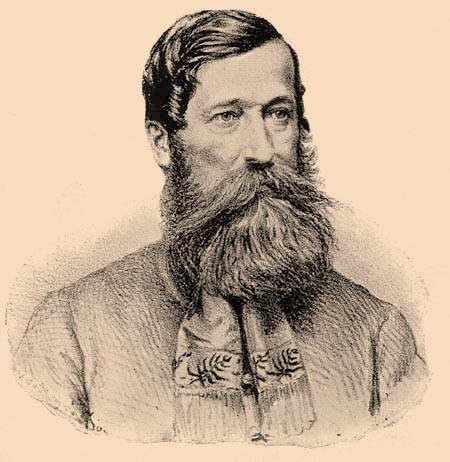
Hajnik Pál (1808−1864)

Hajnik Pál, Hajnik Pál Károly Félix (Vác, 1808. január 18. – Buda, 1864. április 28.) ügyvéd, politikus, 1848-as belügyi tanácsos, majd a rendőri osztály főnöke, országos rendőrfőnök. Hajnik János jószágigazgató bátyja.

## Élete
Jogászcsaládba született, Hajnik Ferenc és Blattner Anna gyermekeként. Nagybátyja, Hajnik Pál (1774–1809) neves jogi író, jogakadémiai tanár volt, testvére (Hajnik Károly), unokatestvérei és a család leszármazottjai (Hajnik Imre) ugyancsak jogi végzettségűek. Tanulmányait Vácott és Pesten végezte, majd Pesten folytatott ügyvédi gyakorlatot.

### Szerepe 1848-49-ben
1848. március 15-étől a pesti Közcsendi Bizottmány (Közbátorsági Választmány) tagja. A Batthyány-kormány megalakulásakor (1848. április 7.) a belügyminisztérium szolgálatába lépett, mint miniszteri tanácsos, majd Batthyány Lajos Pest város rendőrségének parancsnokságával bízta meg. 1848. június 25-én Vác országgyűlési képviselőjének választották és az első népképviseleti parlamentben mindvégig az úgynevezett mérsékeltebb csoporthoz tartozott.
Perczel Mór 1848. július 20-iki lemondását követően, helyére kevésbé radikális, több türelemmel s higgadtsággal bíró utódot kerestek, így esett a választás Hajnikra, aki a belügyminisztériumi rendőri osztály állandó hivatalának (a pesti rendőri alosztálynak) vezetője lett. 1848. június 14-én Szemere Bertalan belügyminiszter rendeletére felállított útlevél-ellenőrző bizottmány tagja, mely beosztását a felelős kormány lemondása után, az Országos Honvédelmi Bizottmány szeptember végi hivatalba lépéséig töltötte be. Időközben Hajnikot Madarász László váltotta fel a rendőri osztály élén, a belügyminiszter pedig 1848. szeptember 6-iki rendeletével úgy intézkedett, hogy „a Budapesten belügyminiszterileg felállított országos rendőri osztály igazgatásával Hajnik Pál miniszteri tanácsnok bízatott meg.” Ezt az állását lelkiismeretes pontossággal és mindenkor mérsékelt szigorával kitűnően töltötte be. 1849. május 9-én Szemere Bertalan belügyminiszter és a miniszteri tanács elnöke, aki francia mintára a rendőrség központosítására törekedett, Hajnikot „a Belügyminisztériumban osztályigazgatóvá rendszerezett fizetése mellett, kineveztetvén, a középponti országos rendőrség vezetésével” is megbízta.
A budai vár 1849. május 21-én történt visszavétele után újból Hajnik vette át az államrendőrség központi osztályának vezetését. Később követte a kormányt Szegedre és Aradra. Mindvégig kitartott a szabadságharc ügye mellett, híven szolgálta a nemzeti kormányt, s fékezni igyekezett a  forradalmi szenvedélyek kicsapongásait. Utolsó hivatalos funkcióját Lugoson végezte, a menekülő kormány oldalán: a volt szerkesztő, Gyurmán Adolf elmenekülése után ő szerkesztette a hivatalos lap, a Közlöny utolsó két számát.

### Világos után
A világosi fegyverletétel után külföldre menekült. Augusztus 22-én Kossuthtal együtt érkezett Vidinbe. Itt azonban csak négy napot tartózkodott, mivel megérkezett Szemere Bertalan is, aki külföldi biankó útlevelekre tett szert, így aztán álnéven azonnal továbbutaztak Konstantinápolyon, Görögországon keresztül Franciaországba. Innen Angliába ment és Londonban csatlakozott Kossuth Lajoshoz, akinek személyi titkára lett. 1851-ben elkísérte Kossuthot amerikai útjára, ahol a szabad Észak-Amerikának 18 államát beutazta.
Távollétében, mint „a forradalmi felforgató mozgalom” 2. kategóriájába sorolt „cinkosát” – akik alig enyhébben voltak büntetendők, mint a vezérek – halálra ítélték, az Újépületben in effigie (jelképesen) felakasztották.
Visszatérve Európába, Párizsban keresett alkalmazást, ahol kapcsolatba került az emigráció olyan jeles tagjaival, mint Teleki László, vagy Nemeskéri Kiss Miklós. Segítségükkel egy nagy borexport-ügynökség vezetője lett, mely Champagne és Bordeaux vidékéről szállított fajborokat hazánkba.
Barátai közbenjárására 1858-ban visszatért Magyarországra és rövidesen a Trieszti Általános Biztosítótársaság egyik igazgatója lett. 1861-ben Vác ismét országgyűlési képviselőjévé választotta – ezt a megbízatást egymás után két ízben is megkapta –, s egyszersmind háznagy lett a képviselőházban. Kilenc éven át volt a Nemzeti Kaszinó egyik igazgatója. Élete végén az Anker Biztosítótársaság igazgatója volt.

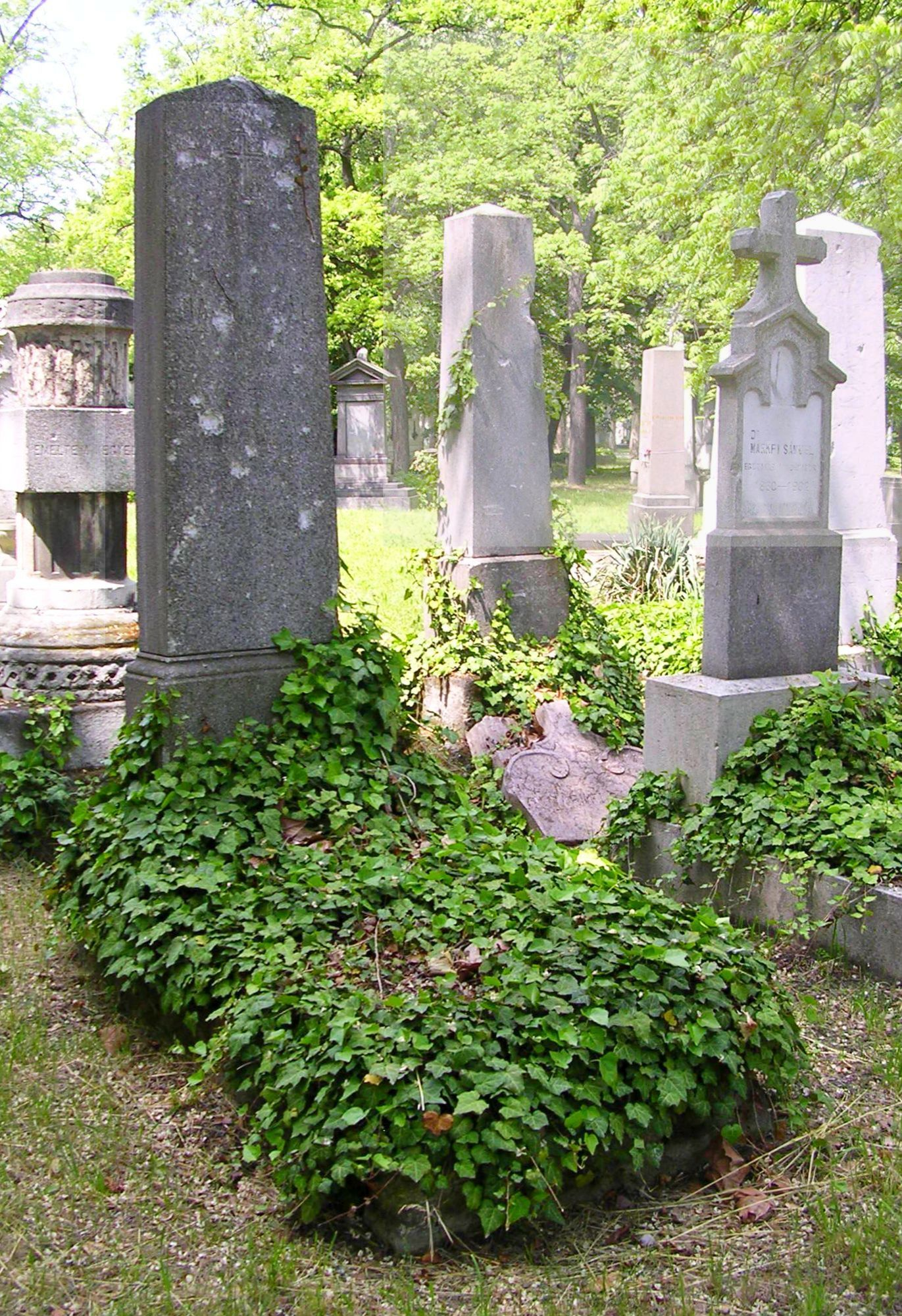
Sírja a Fiumei úti sírkertben (29/1-1-7)

Elhunyt 1864. április 28-án éjjel 12 órakor hagymázban, élete 56., házassága 26. évében. Örök nyugalomra helyezték 1864. április 30-án Budapesten, a Kerepesi úti temetőben (29/1 parcella 1. sor 7. sírhely), sírjánál barátja, Tóth Lőrinc tartott búcsúbeszédet. Neje Regenhart Henrietta volt.
Nyomtatásban nem jelentek meg munkái, azonban kéziratban érdekes naplójegyzeteket hagyott hátra családjának.

### Fia
Hajnik Béla (1851–1910), iró, az Anker Életbiztosító Társaság főfelügyelője, aki tanulmányait Pesten, Tatán, Aradon és Sopronban folytatta. Az 1870-es évek végén irodalommal foglalkozott, irt verseket, melyekből 1878-ban kötetet adott ki; szerkesztette a Békésmegyei Hiradót. Mint fővárosi lakos a magyar dalművészet terjesztése és a fővárosi dalegyesületek magyarosítása terén tett jelentékeny szolgálatokat.

## Emlékezete

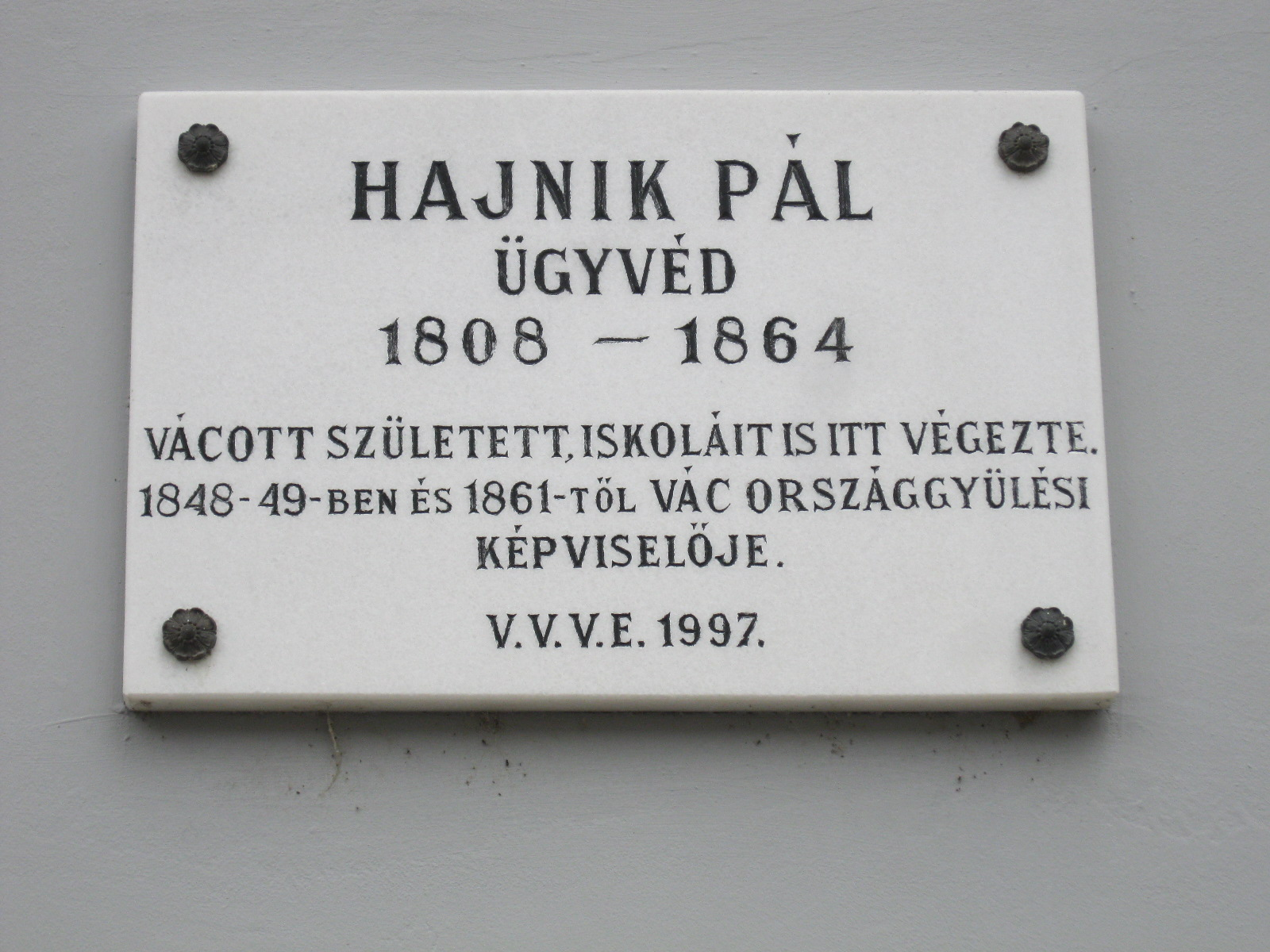
Emléktáblája Vácott

Vácott utcát neveztek el róla, s nevét őrzi a Hajnik Pál-díj is, melyet a honvédelmi miniszter adományoz „a haza védelme érdekében a Katonai Biztonsági Hivatalnál kifejtett kiemelkedően eredményes tevékenység elismerésérért”.

## Munkája
- Az életbiztosítás és az Anker. Pest, 1861.